# Subdivisões de Uganda
A Uganda está dividida geograficamente em 4 regiões administrativas:
- Região Central (vermelho)
- Região Leste (verde)
- Região Norte (amarelo)
- Região Oeste (azul)

As regiões estão divididas administrativamente em 112 distritos.
Os distritos estão divididos em 146 condados, um conselho de cidade e treze municipalidades.
Os condados são divididos em sub-condados, que por sua vez são divididos em paróquias e aldeias.
O código ISO 3166-2:UG apresenta os códigos de três letras para os distritos